# 10668 Plansos
10668 Plansos este o planetă minoră (asteroid), cu un diametru de 10,886 km, din centura de asteroizi. A fost descoperită pe 24 octombrie 1976 la Observatorul La Silla de Richard M. West⁠(d). 
Obiectul prezintă o orbită caracterizată de o semiaxă mare de 2,6240899 UAi, o excentricitate de 0,17, o înclinație de 13,00393 ° în raport cu ecliptica.